# Tazo (entreprise)
Pour les articles homonymes, voir Tazo.
Tazo (prononcé en anglais : /tɑː'zoʊ/ / stylisé en TAƵO) est une maison de thé américaine vendant principalement du thé, des tisanes et autres dérivés. Elle est fondée en 1994 par le fabricant de thé Steven Smith (en) à Portland, en Oregon, et fait partie depuis 2017 du groupe Unilever, et est basé à Kent, dans l'état de Washington.

## Histoire

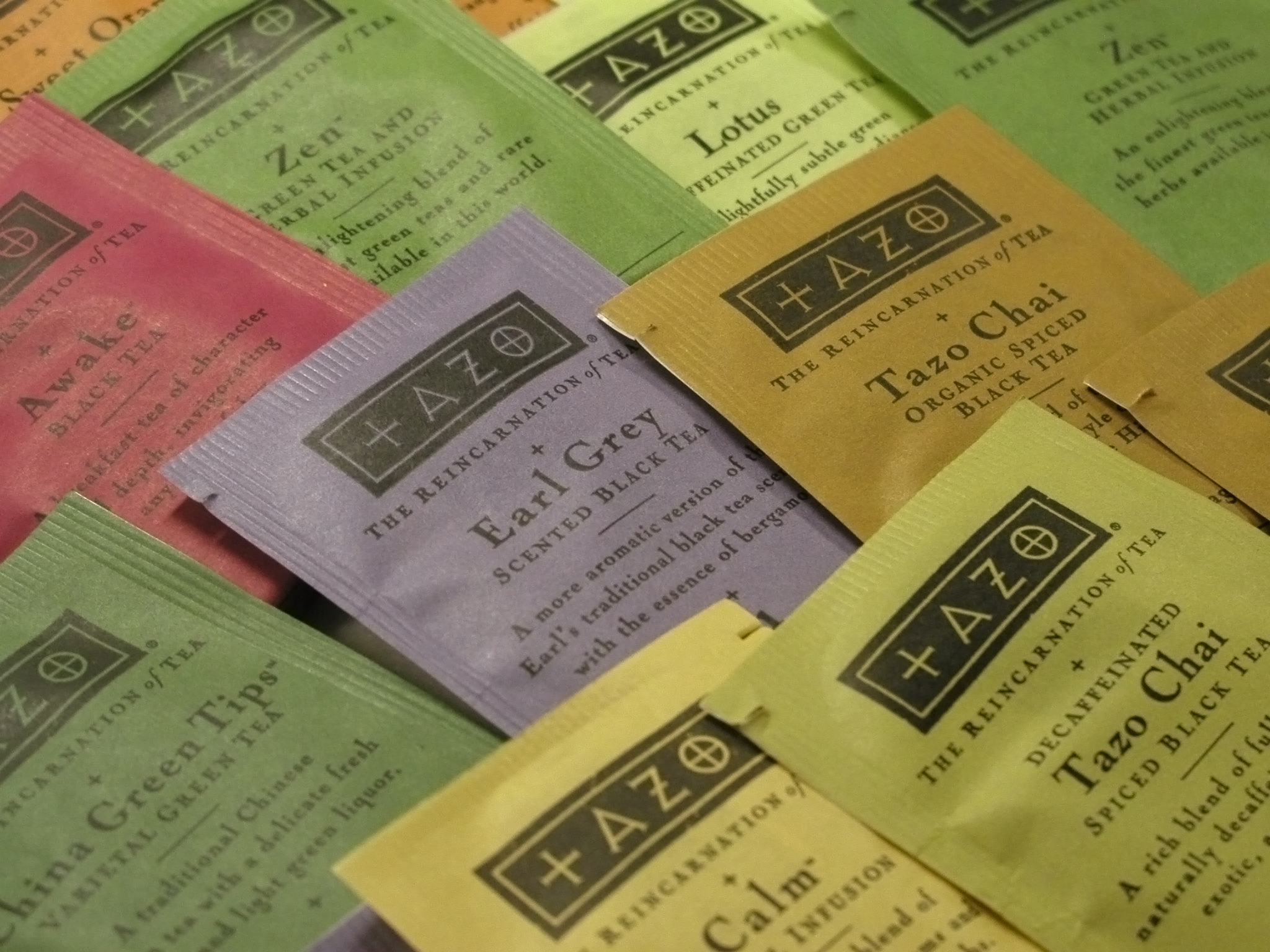
Sachets de thé Tazo.

Les thés Tazo est fondé par celui surnommé le Marco Polo du thé américain, Steven Smith (en), en 1994. La production et la distribution étaient au début assurés par la  North American Tea & Coffee, une entreprise canadienne de production alimentaire. En 1998, Smith rencontre le président de Starbucks, Howard Schultz et les deux négocient l'achat de Tazo par Starbucks pour 8.1 million $ USD. L'achat est finalisé en 1999.
Le premier magasin Tazo ouvre en 2012, mais ferme l'année suivante. L'emplacement devient alors un magasin de la chaîne Teavana (en). En novembre 2017, Starbucks vend Tazo à Unilever pour la somme de 384 million $ USD.

## Publicité

Logo de Tazo de 1994 à 2013.

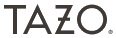
Logo de 2013 à 2018.

Les publicités de Tazo sont effectuées dans un style New Age. Les anciennes boîtes de thé avaient auparavant les inscriptions « béni par un chaman certifié » ou encore « la réincarnation du thé ». Jusqu'en 2013, la compagnie avait un logo utilisant la police d'écriture Exocet (en), mais avec des lettres légèrement modifiées, comme le T, dont le barre du milieu a été montée plus haut pour rendre l'écriture plus lisible. En 2019, Tazo effectue une campagne publicitaire où l'on peut voir différents personnages comme des hommes tatoués, des gorilles ou un astronaute siroter leur thé, avec la mention « infusez l'inconnu ». Ils ont entre autres engagé la drag queen Alyssa Edwards pour leur campagne publicitaire.